# Сингулярні гомології
Сингулярні гомології — гомології, що визначаються виходячи з сингулярних симплексів топологічного простору X таким же чином, як звичайні (симпліційні) гомології (і когомології) поліедра — виходячи з лінійного симплекса.
У категорії поліедрів сингулярна теорія еквівалентна симпліційній (а також клітинній). Цим звичайно встановлюється топологічна інваріантність останніх. Проте значення груп сингулярних гомологій цим не вичерпується. Маючи простий опис, вони застосовні у достатньо широких категоріях гомотопно інваріантних топологічних просторів. Природні зв'язки з теорією гомотопій роблять сингулярну теорію незамінною в гомотопній топології.
Проте, хоча групи сингулярних гомологій визначені для будь-яких топологічних просторів без яких-небудь обмежень їх застосування виправдане лише при істотних обмеженнях типу локальної стягуваності або гомологічної локальної зв'язності. Сингулярні ланцюги, будучи за своєю природою «дуже» лінійно зв'язними, не несуть в собі інформацію про «неперервні» цикли, якщо вони не є «достатньо» лінійно зв'язними. Тому в загальних категоріях топологічних просторів замість сингулярних звичайно використовуються когомології Александрова — Чеха і асоційовані з ними гомології.

## Означення
Під сингулярним симплексом {\displaystyle \sigma _{n}} розуміється неперервне відображення n-вимірного стандартного симплекса {\displaystyle \sigma _{n}:\Delta ^{n}\to X} причому образ {\displaystyle \sigma _{n}} звичайно називається носієм {\displaystyle \sigma _{n}} і позначається {\displaystyle |\sigma _{n}|}. Сингулярні ланцюги — формальні лінійні комбінації сингулярних симплексів з коефіцієнтами в абелевій групі G. Вони утворюють групу Cn(X, G). Групи ланцюгів об'єднуються в сингулярний ланцюговий комплекс {\displaystyle C_{\bullet }(X,G)} з граничним гомоморфізмом {\displaystyle \partial _{n}:C_{n}\to C_{n-1}}, що визначається співвідношенням:
{\displaystyle \partial _{n}\sigma _{n}=\sum _{k=0}^{n}(-1)^{k}[p_{0},\cdots ,p_{k-1},p_{k+1},\cdots p_{n}]}
де {\displaystyle \sigma _{n}=[p_{0},p_{1},\cdots ,p_{n}]=\sigma _{n}([e_{0},e_{1},\cdots ,e_{n}]).}
Ядро граничного оператора позначається {\displaystyle Z_{n}(X)=\ker(\partial _{n})}, і називається групою сингулярних n-циклів. Образ граничного оператора позначається {\displaystyle B_{n}(X)=\operatorname {im} (\partial _{n+1}),} і називається групою сингулярних n-границь.
Також виконується рівність {\displaystyle \partial _{n}\circ \partial _{n+1}=0.} n-на гомологічна група простору X визначається як факторгрупа:
{\displaystyle H_{n}(X)=Z_{n}(X)/B_{n}(X).}

## Сингулярні когомології
Сингулярні когомології визначаються двоїстим чином. Комплекс коланцюгів {\displaystyle C^{\bullet }(X,G)} визначається як комплекс гомоморфізмів в G комплексу цілочислових сингулярних ланцюгів {\displaystyle C_{\bullet }(X,\mathbb {Z} )}. Менш формально, коланцюги — функції ξ, визначені на сингулярному симплексі, що приймають значення в G, а кограничний гомоморфізм d визначається формулою:
{\displaystyle (\partial _{n}\eta )\sigma _{n+1}=\sum _{k=0}^{n+1}(-1)^{k}\eta [p_{0},\cdots ,p_{k-1},p_{k+1},\cdots p_{n}]}
Сингулярні когомології {\displaystyle H^{n}(X,G)} — це факторгрупи груп n-вимірних коциклів (ядер {\displaystyle \partial }) за підгрупами кограниць (образів {\displaystyle \partial }).
Гомології і когомології з коефіцієнтами в довільній групі G можуть бути виражені через цілочислові гомології за допомогою формул універсальних коефіцієнтів. Когомології з коефіцієнтами в групі G пов'язані з цілочисловими когомологіями формулами універсальних коефіцієнтів лише для скінченно породжених груп G.
f# і g#.

## Гомотопна інваріантність
Якщо X і Y є двома гомотопно еквівалентними топологічними просторами, то
{\displaystyle H_{n}(X)\cong H_{n}(Y)\,}
для всіх n ≥ 0.  Це означає, що сингулярні гомологічні групи є гомотопними інваріантами.
Зокрема, якщо X зв'язаним стягуваним простором, то всі його гомологічні групи є тривіальними, за винятком {\displaystyle H_{0}(X)\cong \mathbb {Z} }.
Більш загально, кожне неперервне відображення f: X → Y породжує гомоморфізми
{\displaystyle f_{\sharp }:C_{n}(X)\rightarrow C_{n}(Y),}
для яких
{\displaystyle \partial f_{\sharp }=f_{\sharp }\partial ,}
тобто f# є ланцюговим гомоморфізмом і відповідно породжує гомоморфізм на групах гомології
{\displaystyle f_{*}:H_{n}(X)\rightarrow H_{n}(Y).}
Тоді якщо f і g є гомотопними відображеннями, то f* = g*. Як наслідок, якщо f є гомотопною еквівалентністю, то  f* є ізоморфізмом, оскільки існує неперервне відображення h: Y → X для якого {\displaystyle h\circ f} і {\displaystyle f\circ h} є гомотопними відповідним тотожним відображенням. Тому {\displaystyle h_{*}\circ f_{*}} і {\displaystyle f_{*}\circ h_{*}} є тотожними гомоморфізмами на {\displaystyle H_{n}(X)} і {\displaystyle H_{n}(Y)} відповідно, тож h* є оберненим гомоморфізмом до f*.
Для доведення факту, що f* = g* для гомотопних відображень, достатньо побудувати ланцюгову гомотопію:
{\displaystyle P:C_{n}(X)\rightarrow C_{n+1}(Y)}
між ланцюговими гомоморфізмами f# і g#.
Нехай F : X × [0, 1] → Y є гомотопією між f і g. Вона породжує ланцюгові гомоморфізми :{\displaystyle F_{\sharp }:C_{n}(X\times [0,1])\rightarrow C_{n}(Y).} Якщо {\displaystyle i_{0}:X\rightarrow X\times 0} і {\displaystyle i_{1}:X\rightarrow X\times 1} є відповідними вкладеннями то достатньо побудувати ланцюгову гомотопію 
{\displaystyle P':C_{n}(X)\rightarrow C_{n+1}(X\times [0,1])}
між {\displaystyle (i_{0})_{\sharp }} і {\displaystyle (i_{1})_{\sharp }}. Тоді {\displaystyle P=F_{\sharp }\circ P'} буде необхідною ланцюговою гомотопією між f# і g#.
Оскільки {\displaystyle P'} відображає базові елементи σ: Δn → X із Cn(X) у елемент із Cn+1(X × [0, 1]) то має зміст розглянути Δn × [0, 1]. Цей топологічний простір можна триангулювати індукцією по розмірності кістяка. Для розмірності менше 0 є порожньою множиною. Якщо побудована триангуляція для всіх k < r і λ є деяким симплексом розмірності r, то для границі {\displaystyle {\bar {\lambda }}} за припущенням індукції існує триангуляція простору  {\displaystyle {\bar {\lambda }}\times [0,1].} Якщо позначити {\displaystyle {\hat {\lambda }}} точку {\displaystyle (b,1/2)} для барицентра b відповідного симплекса то симплексами у триангуляції (Δn)r × [0, 1] будуть усі симплекси μ із триангуляції (Δn)r - 1 × [0, 1], а також симплекси виду {\displaystyle ({\hat {\lambda }}\mu )} для симплексів μ із триангуляції {\displaystyle {\bar {\lambda }}\times [0,1]} (тобто симплекси {\displaystyle {\bar {\lambda }}\times [0,1]}вершинами яких є {\displaystyle {\hat {\lambda }}} і вершини симплекса μ) для всіх симплексів λ розмірності r, самі точки {\displaystyle {\hat {\lambda }}} для цих симплексів і також симплекси {\displaystyle \lambda \times 0} і {\displaystyle \lambda \times 1} і  {\displaystyle {\hat {\lambda }}\lambda \times 0} з {\displaystyle {\hat {\lambda }}\lambda \times 1} Для r = n зокрема одержується триангуляція Δn × [0, 1].
Припустимо, що вже побудовано {\displaystyle P':C_{r}(X)\rightarrow C_{r+1}(X\times [0,1])} для всіх r < n  і всіх просторів X (для r < 0 можна взяти нульовий гомоморфізм). Для сингулярного симплекса σ: Δn → X визначимо:
{\displaystyle P'(\sigma )=(\sigma \times 1)_{\sharp }\left(a\left[\Delta _{n}\times 1-\Delta _{n}\times 0-P'\partial \Delta _{n}\right]\right).}
Вище позначено точку  {\displaystyle a=(b,1/2)} для барицентра b і для довільного симплекса {\displaystyle \Delta } вираз {\displaystyle a\Delta } позначає симплекс із вершинами із {\displaystyle \Delta } і a із продовженням по лінійності. Також за індукцією {\displaystyle P'\partial \Delta _{n}} є  лінійною комбінацією симпліційних відображень.
Для цього гомоморфізму 
{\displaystyle \partial P'(\sigma )=(\sigma \times 1)_{\sharp }\left(\Delta _{n}\times 1-\Delta _{n}\times 0-P'\partial \Delta _{n}-a\partial \left[\Delta _{n}\times 1-\Delta _{n}\times 0-P'\partial \Delta _{n}\right]\right)}
Але  {\displaystyle \partial \left[\Delta _{n}\times 1-\Delta _{n}\times 0-P'\partial \Delta _{n}\right]=\partial \Delta _{n}\times 1-\partial \Delta _{n}\times 0-\partial P'\partial \Delta _{n}.} Згідно припущення індукції для n - 1 і простору {\displaystyle \Delta _{n}}: 
{\displaystyle \partial P'\partial \Delta _{n}=\partial P'\partial \Delta _{n}+P'\partial \partial \Delta _{n}=(i_{1})_{\sharp }\partial \Delta _{n}-(i_{0})_{\sharp }\partial \Delta _{n}=\partial \Delta _{n}\times 1-\partial \Delta _{n}\times 0.}
Звідси {\displaystyle a\partial \left[\Delta _{n}\times 1-\Delta _{n}\times 0-P'\partial \Delta _{n}\right]=0} і тому: 
{\displaystyle \partial P'(\sigma )=(\sigma \times 1)_{\sharp }\left(\Delta _{n}\times 1-\Delta _{n}\times 0-P'\partial \Delta _{n}\right)=(i_{1})_{\sharp }(\sigma )-(i_{0})_{\sharp }(\sigma )-P'\partial (\sigma ),}
що завершує індуктивний крок у побудові гомоморфізму {\displaystyle P'} і відповідно також гомоморфізму P який і буде ланцюговою гомотопією між f# і g#.